# Dương Tam Kha
Dương Tam Kha var den andre kungen över Vietnam. Han efterträdde sin systers man, Ngô Quyền, år 944. Dennes vilja hade varit att Dương Tam Kha skulle styra som förmyndare för Ngô Quyềns son, Ngô Xương Ngập, men Dương Tam Kha valde att själv ta makten. Han adopterade Ngô Quyềns yngre son, Ngô Xương Văn, som 950 avsatte sin styvfar.